# Mycodiplosis ligustrinaphila
Mycodiplosis ligustrinaphila är en tvåvingeart som beskrevs av Fedotova 2004. Mycodiplosis ligustrinaphila ingår i släktet Mycodiplosis och familjen gallmyggor. Inga underarter finns listade i Catalogue of Life.